# BJ the Chicago Kid
Bryan James Sledge (Chicago, 23 de novembro de 1984), mais conhecido como BJ the Chicago Kid, é um cantor e compositor norte-americano.